# Ellen Churchill Semple
Ellen Churchill Semple, née le 8 janvier 1863 à Louisville et morte le 8 mai 1932 à West Palm Beach, est une géographe américaine. Elle est aussi la première femme à présider l'Association of American Geographers. Elle contribue par son travail aux premiers développements de sa discipline aux États-Unis, particulièrement en géographie humaine autour de la notion de déterminisme géographique.

## Origine et études
Elle naît à Louisville dans le Kentucky, elle est la plus jeune des cinq enfants d'Alexander Bonner Semple and Emerine Price.
Elle obtient en 1882 un baccalauréat ès lettres au Vassar College puis une maîtrise ès Lettres en 1891. C'est une visite à Londres et la découverte des travaux du géographe allemande Friedrich Ratzel qui l'amènent à choisir la géographie. Elle part pour l'Allemagne pour y étudier et suivre les cours de Ratzel à l'université de Leipzig. Étant une femme, elle ne peut s'inscrire à l'université, mais elle obtient de Ratzel la permission de suivre ses cours, elle est alors la seule femme parmi 500 étudiants,. Elle poursuit son travail aux côtés de Ratzel et est à l'origine de plusieurs publications universitaires dans des revues académiques américaines et européennes, cependant elle n'obtient aucun diplôme.

## Parcours
Seule femme avec Martha Krug-Genthe parmi les membres fondateurs de l'Association for American Geographers, elle est la première femme à la présider. Elle fait figure de pionnière dans la discipline en ce qu'elle élargit le champ d'études au-delà de l'aspect purement physique, à la géographie humaine et influe sur le développement des sciences sociales dans le pays, dont l'histoire et l'anthropologie.
Elle enseigne à l'université de Chicago de 1906 à 1920, mais son premier poste universitaire stable lui est offert en 1922 par l'université Clark. Elle est et restera dix ans la seule femme à enseigner à des étudiants en géographie, cependant elle gagne nettement moins que ses collègues hommes. Elle donne également des cours à l'université d'Oxford en 1912 et 1922.
Son premier ouvrage, American History and its Geographic Conditions (1903) et le suivant Influences of Geographic Environment (1911) deviennent des manuels répandus pour les étudiants en géographie et en histoire au début du XXe siècle aux États-Unis.
Elle est l'un des membres fondateurs de l'Association of American Geographers (AAG). Elle en est élue présidente en 1921, et est l'une des six femmes à avoir présidé l'association depuis sa fondation en 1904.

## Travaux

### Déterminisme géographique et anthropogéographie
« L'Homme est le produit de la surface terrestre. (Semple 1911:1) »

Avec Ellsworth Huntington (en) et Griffith Taylor, elle est une figure-clé du développement de la notion de déterminisme environnemental. Influencée par Charles Darwin et Friedrich Ratzel, elle émet la théorie que l'activité humaine est initialement déterminée par son environnement physique. Bien que cette notion soit aujourd'hui l'objet de critiques, elle est largement admise dans les milieux universitaires au tournant des XIXe et XXe siècles.
Dans une série de publications, elle expose à la communauté anglophone plusieurs aspects des travaux de Friedrich Ratzel. On attribue
traditionnellement à Semple un intérêt marqué pour le déterminisme environnemental, une théorie selon laquelle la culture est davantage déterminée par l'environnement matériel que par des facteurs sociaux, néanmoins son œuvre tardive met l'accent sur une influence de l'environnement qui se distingue du déterminisme environnemental, reflétant ainsi des dissensions plus larges qui se font jour dans les milieux universitaires après la Première guerre mondiale.

### Sur le terrain
Elle mène des recherches sur le terrain dans le Kentucky et sur les côtes méditerranéennes, une pratique peu usuelle chez les géographes de son temps,. Elle note les relations entre l'homme et son environnement, les caractéristiques culturelles liées à l'environnement, et des observations détaillées sur l'habitat, les infrastructures, les ressources et la vie quotidienne.

## Fin de vie
Elle continue à enseigner la géographie jusqu'en 1932. Elle meurt à West Palm Beach en Floride et est enterrée au Cave Hill National Cemetery (en) à Louisville.

## Publications
- Civilization Is at Bottom an Economic Fact. 1896
- The Influence of the Appalachian Barrier Upon Colonial History. 1897
- The Development of the Hanse Towns in Relation to Their Geographical Environment. 1899. Source: Journal of the American Geographical Society of New York, Vol. 31, No. 3 (1899), pp. 236–255
- The Anglo-Saxons of the Kentucky Mountains: A Study in Anthropogeography. 1901
- The Badlands of Tillydrone. 1902
- American History and Its Geographic Conditions. 1903
- The North-Shore Villages of the Lower St. Lawrence. 1904
- The Influence of the Watering Hole Upon Hillhead Halls. 1904
- Influences of Geographic Environment: On the Basis of Ratzel's System of Anthropo-Geography. 1911
- Barrier Boundary of the Mediterranean Basin and Its Northern Breaches As Factors in History. 1915
- Pirate Coasts of the Mediterranean Sea. 1916
- Texts of the Ukraine "Peace": With Maps. 1918
- The Ancient Piedmont Route of Northern Mesopotamia. 1919
- The Barbarians of Balnagask 1920
- Geographic Factors in the Ancient Mediterranean Grain Trade. 1921
- The Influence of Geographic Conditions Upon Ancient Mediterranean Stock-Raising. 1922
- The Templed Promontories of the Ancient Mediterranean. 1927
- Ancient Mediterranean Agriculture. 1928
- Ancient Mediterranean Pleasure Gardens. 1929
- The Geography of the Mediterranean Region: Its Relation to Ancient History. 1931